# Elica cilindrica
L'elica cilindrica è una curva dello spazio vettoriale R3. 
È parametrizzabile con una funzione vettoriale con dominio in R e codominio in R3, il cui sostegno ha tale aspetto, dalla seguente legge 
f(t): 
x=Rcos(t)
y=Rsen(t)
z=pt
Dove R indica il raggio, e p il passo. 
Dunque, crescendo t, il punto f(t) si muove lungo il cilindro di raggio R. A ogni giro completato, il punto si è spostato anche lungo z.